# 曲江镇 (丰城市)
曲江镇，是中华人民共和国江西省宜春市丰城市下辖的一个乡镇级行政单位。

## 行政区划
曲江镇下辖以下地区：
曲江社区、罗湖村、暗山村、足塘村、曲江村、密岭村、草园村、王舍村、皮湖村、郭桥村、蒋坊村、巷里村、店下村、三洲村和杰路村。